# Кава (игристое вино)

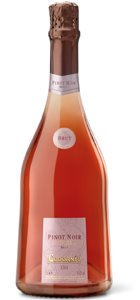
Cava Codorniu Pinot Noir

Кава (кат. cava) — произведённое в Испании игристое вино. Производится преимущественно в Каталонии и Валенсии.
В 1872 году каталонец Жозеп Равентос, семейная фирма которого «Codorníu» производила вина с 1551 года, сделал первое игристое вино. Жозеп Равентос обучался технологии шампанских вин во Франции и смог успешно внедрить метод шампанизации у себя на родине.
Самыми известными производителями кавы являются компании Codorníu (Кодорниу) и Freixenet (Фрешенет), Pago de Tharsys (Паго де Тарсис).

## Территория производства и сырьё
Ограниченная территория, на которой может производиться кава, состоит из 159 муниципалитетов в провинциях Барселона (63), Таррагона (52), Лерида (12), Жирона (5), Ла Риоха (18), Алава (3), Сарагоса (2), Наварра (2), Валенсия (1), Бадахос (1). Лишь предприятия этого региона имеют законное право производить данный тип игристого вина и именовать свою продукцию «Кава». Муниципалитет Сант-Садурни-д’Анойя является сердцем и движущей силой этого региона. Его дух заключается не только в местоположении, но и в традициях, стиле виноделия, слепой вере в качество вина, большом желании популяризовать этот особенный напиток.
Три классических сорта винограда, используемые в изготовлении кавы, сделали это вино мировым лидером — Макабео, Чарелло и Парельяда. Макабео даёт вино с прекрасным ароматом, фруктовое; Чарелло придает вину идеальную кислотность и плотность, этот сорт во многом определяет индивидуальность кавы; Парельяда придаёт объёмный и нежный аромат. Среди других сортов следует отметить Шардоне. Кава может изготавливаться из винограда только разрешённых сортов и только с участков, зарегистрированных Consejo Regulador и отвечающих всем предъявляемым требованиям:
- белые сорта: Макабео, Парельяда (исп.), Чарелло (кат.), Шардоне, Мальвазия,
- красные сорта: Гарнача, Монастрель, Пино-нуар, Трепат (фр.).

Максимальная урожайность:
- белые сорта: 12 000 кг/Га,
- красные сорта: 8000 кг/Га.

Способы подрезки винограда:
- шпалерная (poda en espaldera) или оставляя порядка 12 почек (poda en vaso),
- короткая подрезка (poda corta) для Макабео и Парельяда,
- длинная подрезка (poda larga) для Чарелло и Шардоне.

Виноград собирают в период с конца августа до конца октября обычно вручную и транспортируют на винодельни в ящиках по 25—30 кг или в прицепах из нержавеющей стали, если виноградник расположен неподалёку. Максимально разрешённый выход сока — 100 литров из 150 кг винограда. Лишь сок первого отжима, самого мягкого (mosto flor), после фильтрации направляется в танки для первичной ферментации.
Из вин, полученных из различных сортов, формируется купаж в соответствии с задумкой энолога. Это и есть виноматериал, которому предстоит превратиться в каву в результате вторичной ферментации, протекающей уже в самой бутылке.

## Технология производства кавы
После получения виноматериала соответствующего купажа приступают к процессу вторичной ферментации в бутылке, который состоит из следующих этапов:

### Розлив
Бутылка наполняется виноматериалом с добавлением винных дрожжей, сахарозы или концентрированного виноградного сока. Дрожжи взаимодействуют с сахаром до полного исчезновения последнего и начинается вторичная ферментация вина.
Наполненные бутылки закладывают в подвалы минимум на девять месяцев.

### Ремюаж
Это — операция поворота бутылки вокруг своей оси при лёгком потряхивании и постепенном её переворачивании из горизонтального положения в вертикальное пробкой вниз. В результате ремюажа остатки дрожжей собираются в осадке, сконцентрированном в горлышке.

### Дегоржаж
Для удаления осадка в условиях современного производства горлышко бутылки, находящейся в перевёрнутом состоянии, замораживается. Затем бутылка возвращается в нормальное положение и после удаления пробки замороженный осадок вылетает под действием внутреннего давления при минимальных потерях кавы.

### Укупорка
После восстановления объёма вина в бутылке последняя укупоривается окончательной корковой пробкой. Варьируя количество сахара в добавляемом вине, получают различную по сладости каву (брют-сухую-полусухую-сладкую).

### Маркировка и упаковка
На бутылку с кавой наклеиваются основная и задняя (контрэтикетка) этикетки, кольеретка («воротничок»), на горлышко поверх мюзле надевается фольга и приклеивается контрольная марка.

## Классификация
Классификация в зависимости от цвета:
- Белая
- Розовая
- Чёрная

Классификация в зависимости от массовой концентрации сахаров:
| Тип кавы                 | Массовая концентрация сахаров, г/л |
| ------------------------ | ---------------------------------- |
| Брют Натур (Brut Nature) | Без добавления сахара              |
| Экстрабрют (Extra Brut)  | до 6                               |
| Брют (Brut)              | до 12                              |
| Экстрасухая (Extra Seco) | 12—17                              |
| Сухая (Seco)             | 17—32                              |
| Полусухая (Semiseco)     | 32—50                              |
| Сладкая (Dulce)          | Более 50                           |

Классификация в зависимости от срока выдержки в бутылке:
- Cava (белая метка) — (не менее 9 месяцев)
- Cava Reserva(зелёная метка) — (не менее 15 месяцев)
- Cava Gran Reserva (чёрная метка) — (не менее 30 месяцев)

## Маркировка
Маркировка кавы заключается в наклеивании на бутылку основной этикетки, задней этикетки и контрольной марки.
На основной этикетке должно быть указано:
- обозначение «Cava»,
- торговая марка,
- тип кавы: Brut Nature, Extra Brut…
- период выдержки: Reserva, Gran Reserva,
- особенности данной кавы: урожай, год, цвет (если розовая),
- объём бутылки,
- крепость напитка.

На задней этикетке указываются сорта винограда, которые использовались при изготовлении; дата разлива; особенности вкуса и прочее. На каждую бутылку с кавой должна быть наклеена контрольная марка, которая указывает на период выдержки игристого вина.

## Употребление

### Температура подачи
Употребление кавы при правильной температуре — один из ключей к получению полного наслаждения. Кава должна подаваться при температуре от 5 °C до 8 °C, имея в виду, что при сервировке кава нагревается на 2°-3°С, а температура сервированной кавы поднимается на 1 °C каждые 3-4 минуты. Молодая кава подаётся самой холодной. Кава охлаждается несколько часов в холодильнике или 30 минут в холодной воде со льдом. Следует избегать охлаждения в морозильных камерах, так как резкое изменение температуры может ухудшить качества столь бережно производимого продукта.

### Бокалы
Бокал должен давать возможность насладиться цветом, изысканным ароматом и размером пузырьков. Необходимо использовать бокалы из качественного прозрачного стекла формы «тюльпан» или «фужер», избегая широких бокалов, которые позволяют улетучиться аромату слишком быстро.

### Подача кавы
Кава — это утончённое вино, подавать которое необходимо осторожно для избежания потерь вина и пены. Наливать необходимо так, чтоб вино стекало по стенкам бокала, который никогда не должен быть наполнен более чем на 2/3, это препятствует потере вином его оптимальной температуры.

### Коктейли
Кава является обязательным ингредиентом коктейля Агуа де Валенсия.